# كينجي إيشيكاوا
كينجي إيشيكاوا (باليابانية: 石川健二) هو سباح ياباني، ولد في 10 يناير 1946.

## وصلات خارجية
- كينجي إيشيكاوا على موقع الاتحاد الدولي للسباحة (الإنجليزية)
- كينجي إيشيكاوا على موقع أوليمبيديا (الإنجليزية)